# Kostgefäll (Naturschutzgebiet)
Das Kostgefäll ist ein Hochtal am Oberlauf des zur Wilden Gutach fließenden Haslachsimonswälder Baches und der Name der darin gelegenen Gruppe von Einzelhöfen. Es wurde namengebend für die unterhalb sich anschließende Kostgfällschlucht wie auch das noch darüber hinausreichende Naturschutzgebiet und liegt im Naturraum Hochschwarzwald in Baden-Württemberg.

## Geographie
Das Naturschutzgebiet liegt auf dem Gebiet der Gemeinde Simonswald im Landkreis Emmendingen in Baden-Württemberg. Das Gebiet wird zwischen Haslachsimonswald westsüdwestlich, dem Braunhörnle (1134 m ü. NHN) nordwestlich, dem Rohrhardsberg (1153,2 m ü. NHN) nordöstlich, dem Obereck (1178,2 m ü. NHN) südsüdöstlich und vom Ibichkopf (1145,4 m ü. NHN) südlich begrenzt. Im Norden grenzt es in der Nähe des Zweitälersteigs und des Yacher Höhenwegs an das Naturschutzgebiet Yacher Zinken.

## Steckbrief
Das Gebiet wurde per Verordnung am 17. November 1997 als Naturschutzgebiet ausgewiesen und wird unter der Schutzgebietsnummer 3.243 beim Regierungspräsidium Freiburg geführt. Es hat eine Fläche von 447,5 Hektar und ist in die IUCN-Kategorie IV, ein Biotop- und Artenschutzgebiet, eingeordnet. Die WDPA-ID lautet 164216 und entspricht dem europäischen CDDA-Code und der EUNIS-Nr.
Der wesentliche Schutzzweck ist die Erhaltung des Gebietes als großflächiger, struktur- und artenreicher Komplex verschiedener naturraumtypischer Lebensräume wie Wälder, Wiesen, Weiden und Feuchtgebiete sowie als Lebensraum für eine Vielzahl gefährdeter, zum Teil vom Aussterben bedrohter Tier- und Pflanzenarten, darunter sowohl subalpine, als auch wärmeliebende Arten.